# Laxmi Prasad Devkota

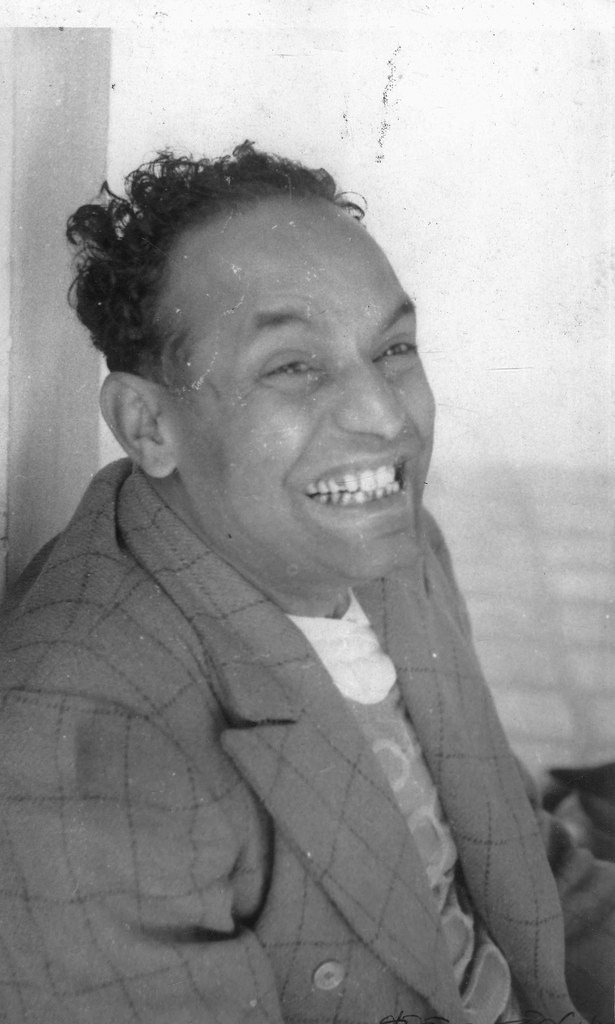
Foto de Laxami Prasad Devkota (1959).

Laxmi Prasad Devkota (Katmandú, 1909-1959) poeta nepalí y ministro de Educación.
Estudió en el colegio Tri Chandra en 1925, de donde más tarde sería profesor. Después de completar un título en ciencias se pasó a artes en 1929. En 1931 fue a Patna, India con una beca, donde estudió derecho. Después regresó a su país natal y al poco tiempo murió su padre, su madre y una hija de dos años, lo que le afectó profundamente.
Durante su estancia en un maniconio de la India, Devkota escribió Pagal - Loco - una de sus creaciones más célebres. 